# Cratere Smetana
Smetana  è un cratere sulla superficie di Mercurio.